# Palazzo di Diocleziano
Il Palazzo di Diocleziano si trova in Croazia e, con le sue mura, coincide con il nucleo originario del centro storico della città di Spalato.
Si tratta di un imponente complesso architettonico fatto edificare dall'imperatore Diocleziano, molto probabilmente fra il 293 ed il 305 d.C., allo scopo di farne la propria dimora.

## Storia
Dopo aver riformato l'Impero romano, con l'entrata in vigore del sistema della tetrarchia, Diocleziano si ritirò a vita privata nel palazzo appositamente fattosi costruire dopo dieci anni dalla sua elezione come Imperatore. Vi visse dal 305 fino alla morte, avvenuta nel 313.
Nel 614 gli Avari e gli Slavi distrussero la città romana di Salona, a pochi chilometri dal palazzo di Diocleziano, ed iniziò il declino della città, quando gli abitanti si trasferirono nel palazzo fortificato.
Il palazzo oggi è quindi il centro storico della città di Spalato e numerose parti di esso sono state riusate nei secoli, permettendo la loro conservazione, seppure con le inevitabili manomissioni stratificate, fino ai giorni nostri come il mausoleo ottagonale dell'imperatore che è diventato l'attuale Duomo in epoca costantiniana.
Nel 1979 è stato iscritto dall'UNESCO nell'elenco di siti e monumenti del Patrimonio dell'umanità ed è stato restaurato in quello stesso anno.

## Descrizione

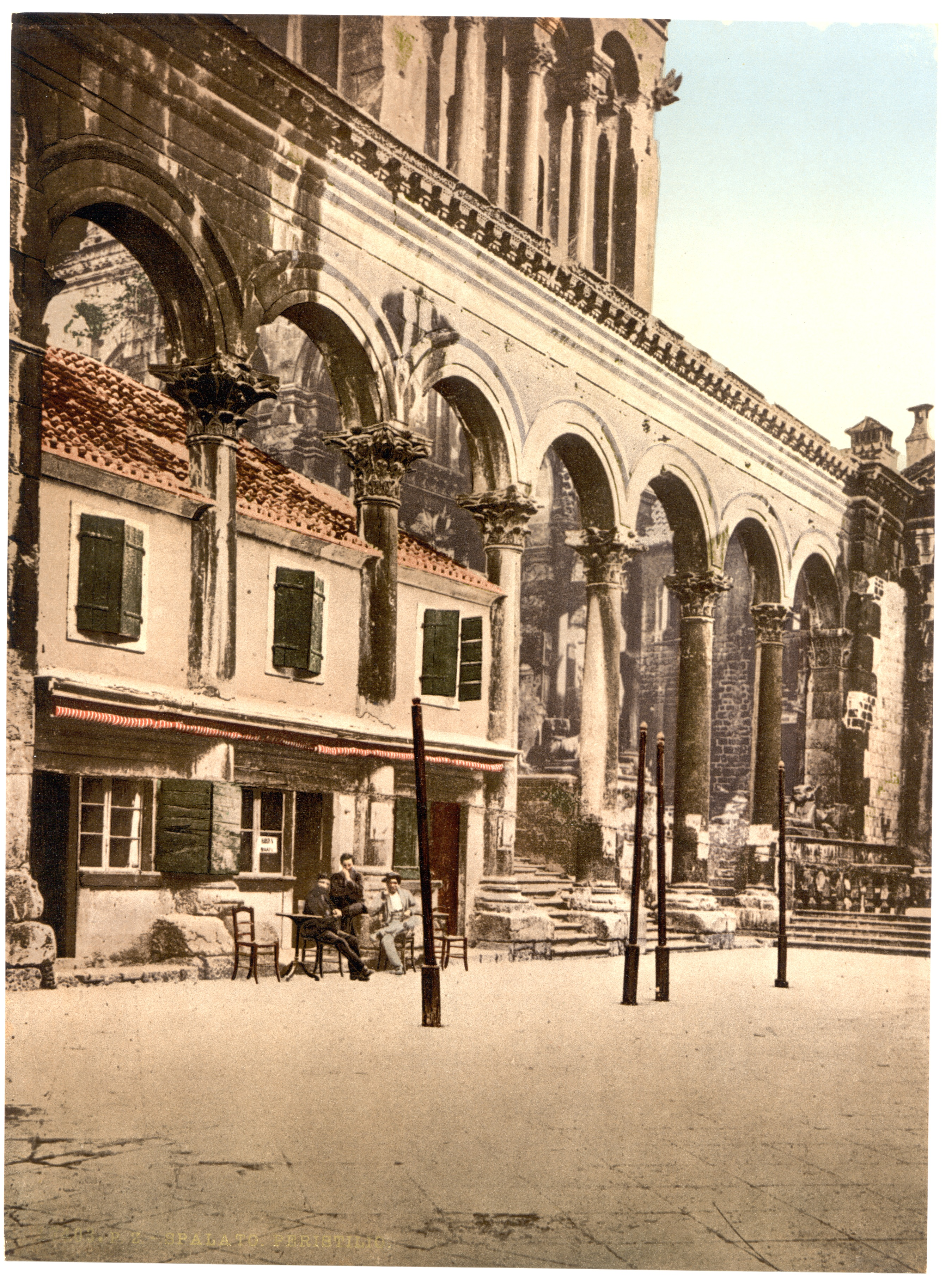
Il Palazzo di Diocleziano tra il 1890 e il 1900

Il palazzo, una sorta di grande villa fortificata, si presentava come una struttura autonoma, cittadella dedicata alla figura sacra dell'imperatore, per il quale esisteva già un mausoleo, destinata quindi ad ospitarlo in eterno.
Strutturata con la pianta tipica degli accampamenti militari romani: due strade perpendicolari, il cardo ed il decumanus, che si intersecano e dalle quali si dipartono numerose vie trasversali perpendicolari a scacchiera, aveva una forma leggermente trapezoidale (il lato sud era leggermente irregolare per il declivio del terreno verso il mare), con un lato affacciato sul mare e quattro poderose torri quadrate agli angoli e il numero delle colonne è 50.
In origine, la sua cinta muraria in opus quadratum, alta 18 m e spessa 2 m, misurava 215,50 m per 175–181 m. In queste mura si aprono tuttora vari torrioni quadrati e quattro porte, affiancate da torri a base ottagonale: la Porta Aurea (a nord), la Porta Argentea (ad est), la Porta Ferrea (ad ovest) e la Porta Aenea o bronzea, sul mare a sud. Le poderose mura furono una sorta di novità rispetto alle ville romane dei secoli precedenti e si resero necessarie per via degli eventi turbolenti della storia romana dell'epoca.
La Porta Aurea è inquadrata da edicolette pensili e sormontata da archetti su colonnine pensili (oggi delle colonne restano solo le mensole di base e i capitelli). Le altre due porte (Argentea e Ferrea) hanno decorazione più semplice. Ciascuna era dotata di controporta e cortile d'armi. Da qui partivano le vie colonnate che dividevano il complesso in quattro riquadri principali: i due a nord ospitavano caserme, servizi e giardini (poco conosciuti, organizzati su peristili centrali e con file di stanzette lungo le mura), mentre la parte meridionale, ove si sono conservate più consistenti vestigia monumentali, ospitava il quartiere imperiale.
Dalla prosecuzione colonnata della strada nord-sud si poteva giungere al portico detto "peristilio", con quattro colonne sostenenti un archivolto a serliana. Attraverso il peristilio verso sud si accedeva a un vano a base circolare coperto da cupola e poi ad un vano rettangolare con colonne che faceva da vestibolo d'accesso agli appartamenti privati dell'imperatore, disposti sul lato lungo il mare, sul quale si affacciavano con un loggiato a semicolonne che inquadravano gli archi; alle estremità e al centro si trovavano tre serliane.
Il peristilio è uno degli ambienti meglio conservati tutt'oggi, e pare che avesse la funzione di scenografia per le cerimonie ufficiali alle quali partecipava come protagonista l'imperatore. Dal peristilio infatti si accedeva ad est e ad ovest ad ambienti di culto:
- A ovest erano presenti due edifici rotondi, di uso sconosciuto, ed un tempio tetrastilo probabilmente dedicato a Giove, del quale restano ancora oggi delle rovine, poi trasformato in battistero (il pronao è però perduto);
- A est si ergeva l'edificio a base ottagonale del mausoleo imperiale (tomba di eccezionale monumentalità destinata all'imperatore), cinto da una serie di colonne (peristasi) e coperto a cupola, all'esterno protetta da un tetto piramidale; in seguito il mausoleo venne trasformato in cattedrale, permettendone la sopravvivenza.

L'appartamento privato era diviso in due metà simmetriche, divise dalla prosecuzione sotterranea della via colonnata. Si conoscono nella parte occidentale le sostruzioni verso il mare e una basilica privata, affiancata da una doppia fila di stanze a pianta centrale, oltre a un complesso termale. La metà orientale del palazzo è conosciuta in maniera scarsa e lacunosa.

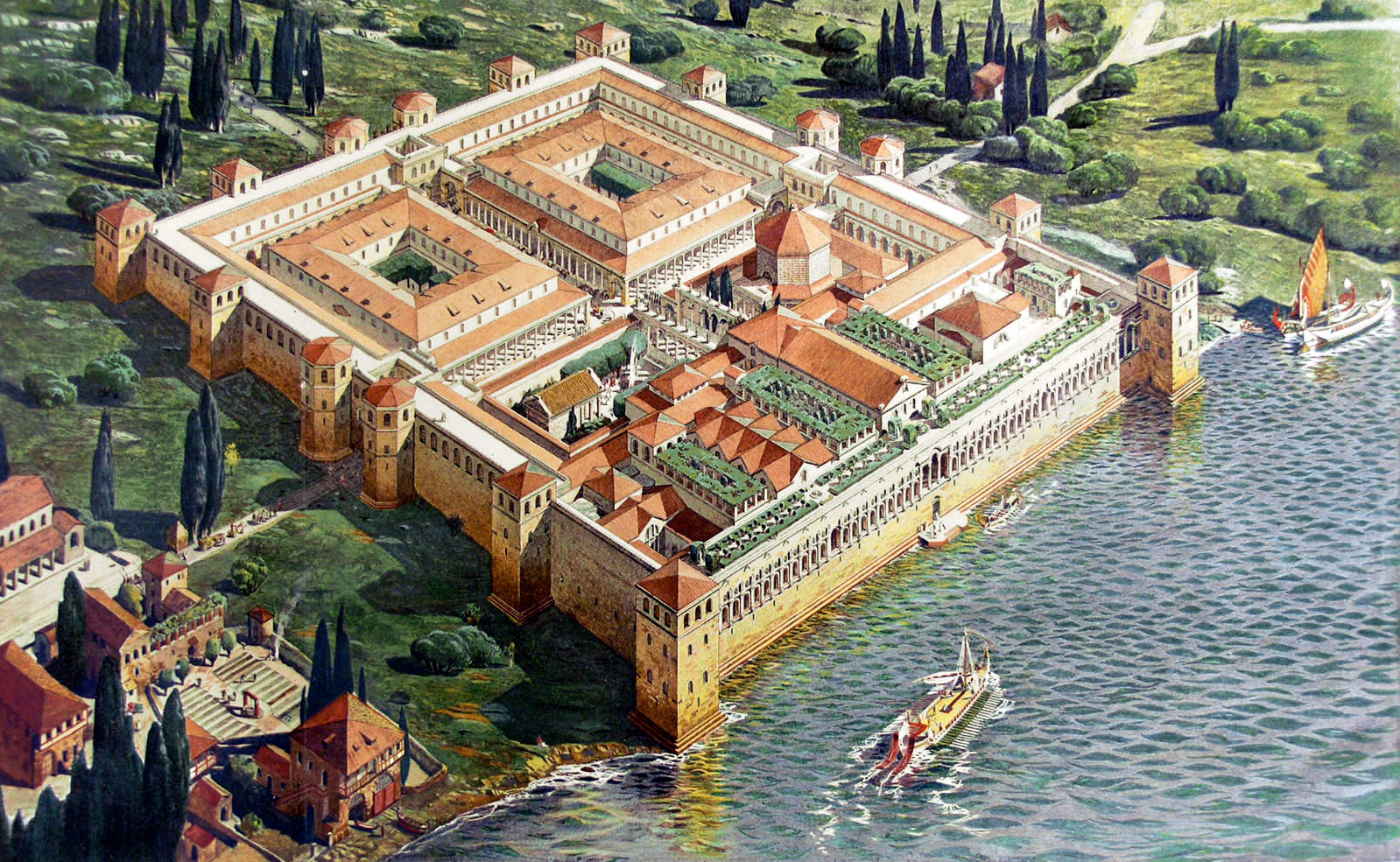
Ricostruzione del palazzo a opera di Ernest Haebrard
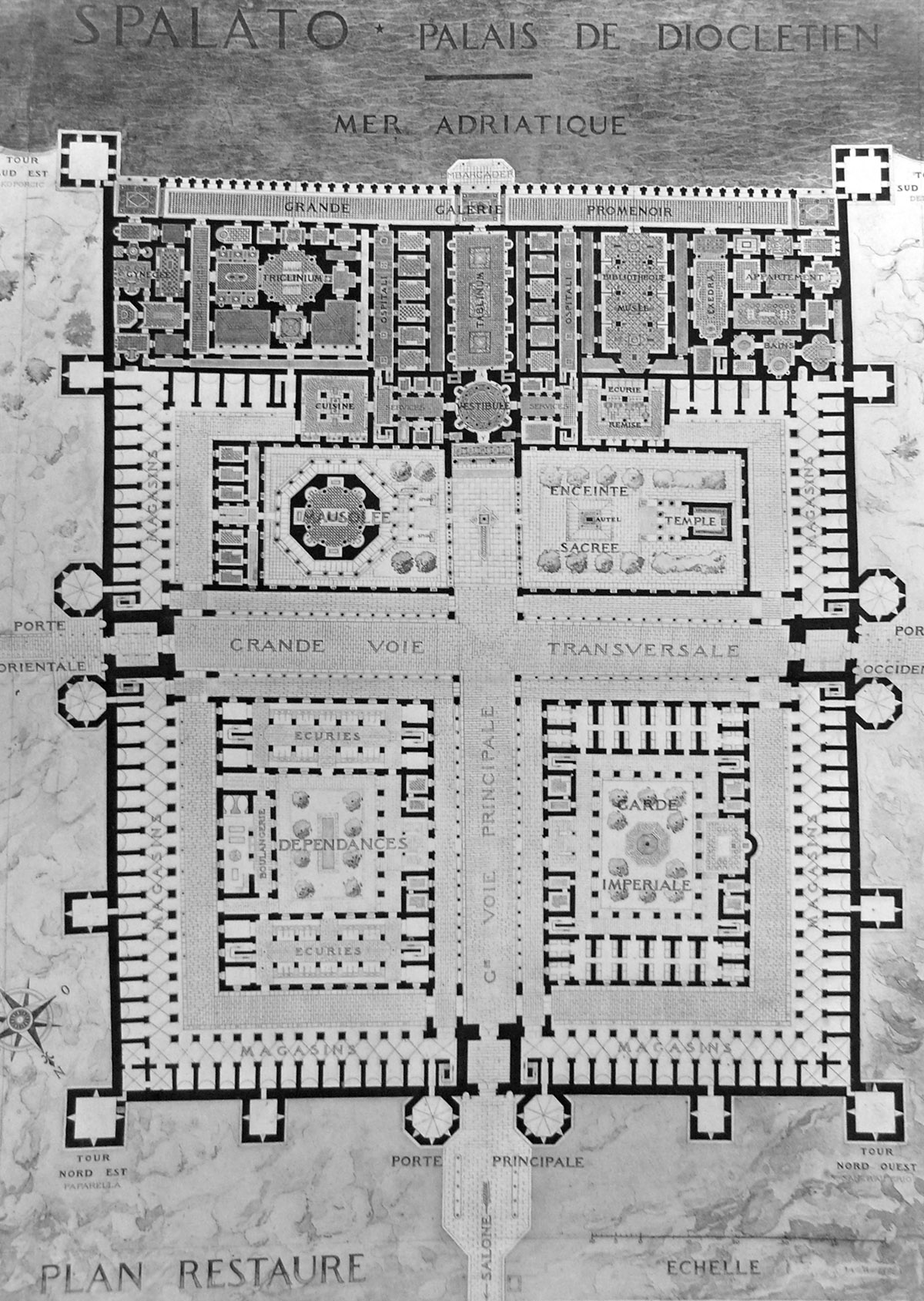
La pianta in antico del complesso
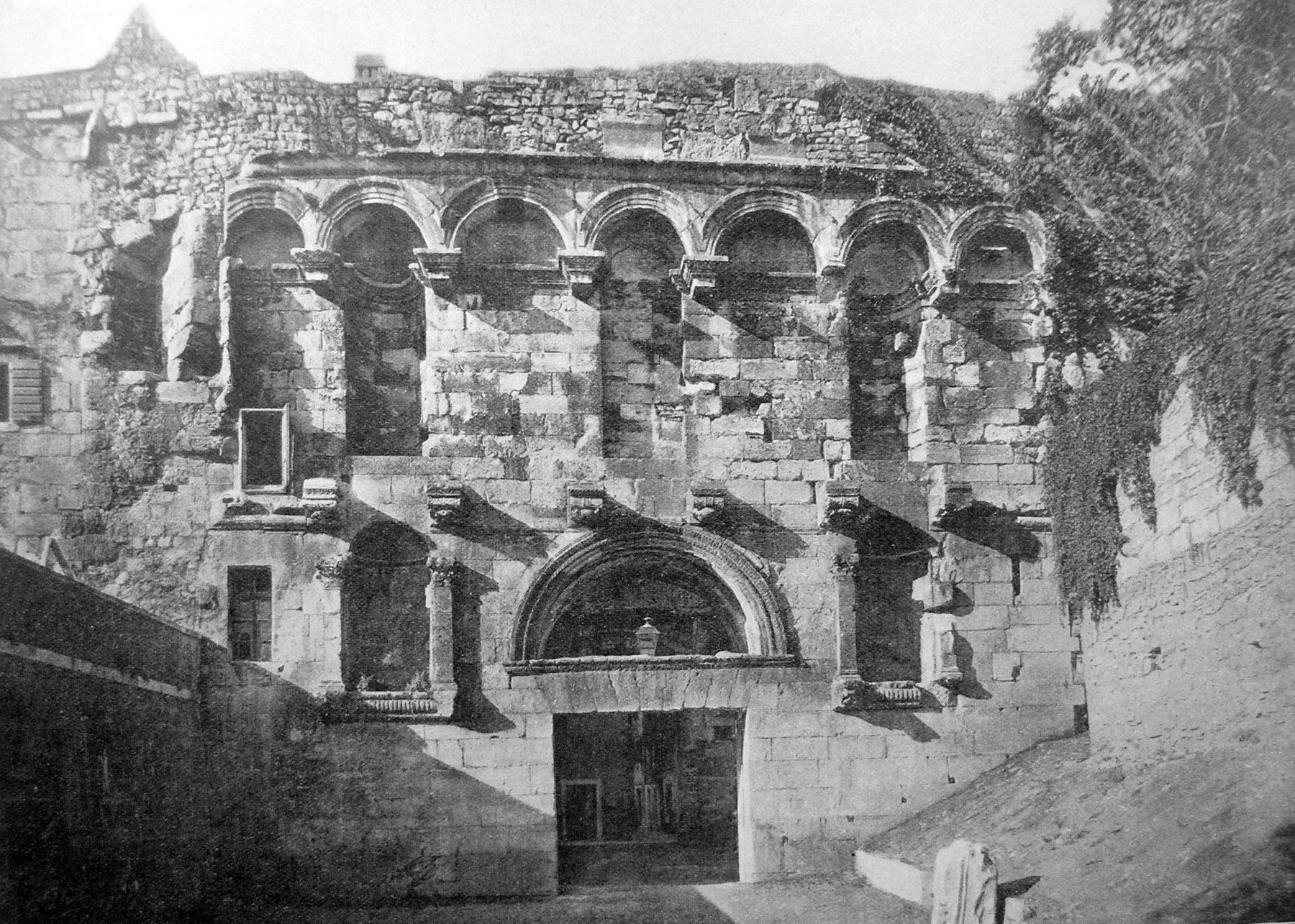
La Porta Aurea
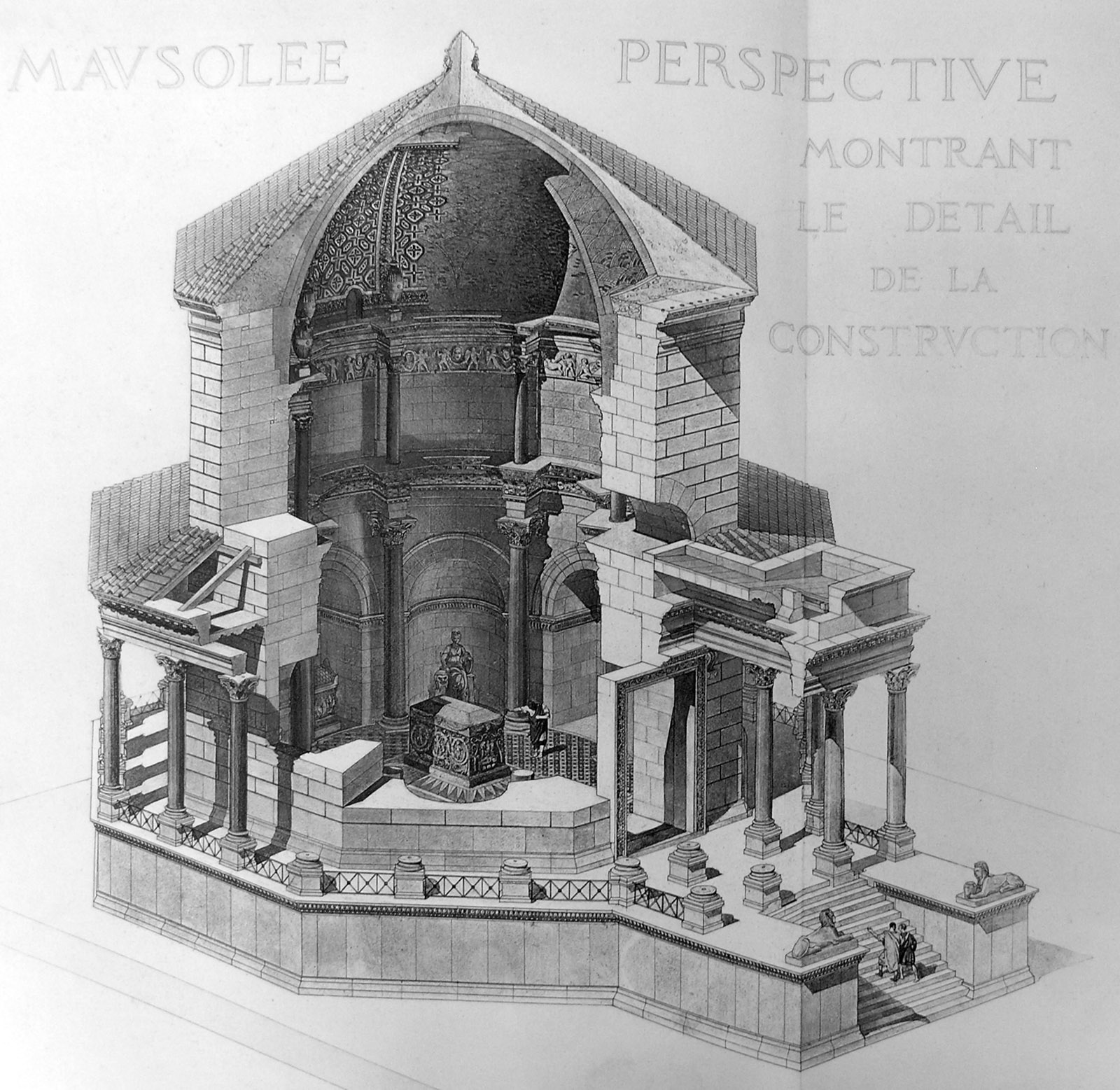
Il mausoleo, ricostruzione

### Tipologia e influenze

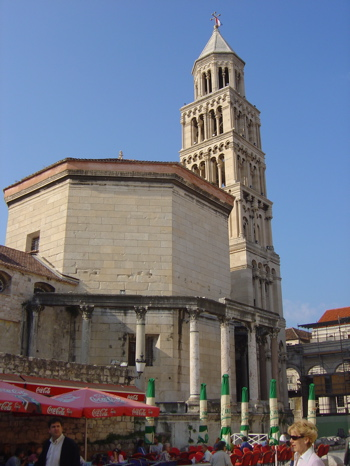
Il mausoleo, oggi cattedrale di San Doimo

Il palazzo è un palese esempio dell'architettura nell'età di Diocleziano, improntate a tendenze conservatrici, come per esempio anche nelle terme di Diocleziano a Roma, di impostazione analoga a quelle di Caracalla.
La villa, come alcuni altri esempi tardo-imperiali, è costruita a modello di un castrum, con le mura di cinta e i torrioni, ma fece da ispirazione anche il complesso dei palazzi imperiali del Palatino.
Come tipologia di villa fortificata si conoscono alcune derivazioni coeve, come quella di Mogorjelo in Erzegovina. Suggestioni assolutistiche e orientali sono date dagli ambienti di rappresentanza (soprattutto il "peristilio" con le due ali sacre), assimilabili a quelli del palazzo imperiale di Antiochia e, nel secolo successivo, di Costantinopoli. Orientale è anche la scelta di porre sul fondo gli ambienti di rappresentanza, l'uso di sfingi e delle vie colonnate. La sostanza e la componente ideologica, invece, sono più schiettamente romane, soprattutto nell'aspetto militarizzato e nelle scelte conservatrici dell'impianto.
L'edificio è l'antecedente più vicino ai castelli medievali, ma anche ai monasteri fortificati, con il peristilio che funge da centro. Si ipotizza inoltre che la struttura ottagonale della cattedrale-mausoleo abbia costituito un modello per la tipologia del battistero.